# Stalagtia monospina
Stalagtia monospina is een spinnensoort in de taxonomische indeling van de celspinnen (Dysderidae).
Het dier behoort tot het geslacht Stalagtia. De wetenschappelijke naam van de soort werd voor het eerst geldig gepubliceerd in 1933 door Absolon & Kratochvíl.